# Aranuka (Tabiteuea)
Aranuka ist ein unbewohntes Motu des Tabiteuea-Atolls der pazifischen Inselrepublik Kiribati.

## Geographie
Aranuka ist eines der kleineren Motu im Gebiet von South Tabiteuea. Es liegt zusammen mit Nikutiri zwischen Taungaeaka im Nordwesten und dem Hauptort Buariki im Südosten. Mit den anderen Motu ist es durch die Buariki Causeways verbunden.